# Air India Cargo
Air India Cargo era la divisione cargo di Air India, con base a Mumbai. La compagnia aerea operava nel trasporto delle merci su dodici rotte nazionali e due internazionali. Ha terminato le operazioni nel 2012.

## Storia
La Air India Cargo fu costituita nel 1954 ed iniziò il trasporto delle merci con gli aerei Dakota Douglas DC-3, attribuendo ad Air India la distinzione di essere la prima compagnia aerea asiatica per il trasporto delle merci.

## Flotta
La flotta di Air India Cargo, a maggio 2009, era costituita dai seguenti aeromobili: